# Litterio Paladino
Pour les articles homonymes, voir Paladino.
Litterio Paladino (parfois Letterio Paladino) , né à Messine en 1691 et mort en cette ville en 1743, est un graveur et un artiste peintre italien actif à la fin de la période baroque  à Rome et en Sicile, en particulier dans sa ville natale.

## Biographie
Letterio Paladino  est né  à Messine en 1691 où il fait sa formation initiale. Il se rend à Rome à l'âge de 38 ans et travaille avec Sebastiano Conca tout en restant attaché aux anciens maîtres, Annibale Carracci, le Corrège et Raphaël.
Son chef-d'œuvre sont les fresques (1736) pour l'église de Montevergine, à Palerme. Il a également peint pour l'église San Biagio, Santa Elena, et l'Église du Rosaire (1732) à Castanea. On retrouve ses œuvres dans l'église de San Francesco di Paola à Milazzo. Il a également peint des toiles pour le Monastère de Santa Barbara, à Messine. Il était également un graveur.
Letterio Paladino est mort de la peste à Messine en 1743. Son neveu Giuseppe Paladino était aussi un peintre.

## Œuvres
- Martirio di Santo Stefano (1729), Cathédrale Santo Stefano, Milazzo.
- San Francesco di Paola e la guarigione del bambino dal volto deforme, huile sur toile,  San Francesco di Paola, Milazzo.
- Liberazione di un innocente,huile sur toile , San Francesco di Paola, Milazzo.
- Ingresso solenne di San Francesco di Paola a Milazzo, huile sur toile, église San Francesco di Paola, Milazzo.
- Cycle de fresques,  Santissimo Rosario, Castanea delle Furie[5].
- Cycle de fresques, affreschi documentati nella San Biagio, Messine[6].
- Vergine, huile sur toile , église San Biagio de Messine[7].
- Cycle de fresques, église Costantino e Elena des Greci di Messina[8].
- Cycle de fresques, Santa Barbara, Messine[9].
- Santa Barbara, huile sur toile église Santa Barbara, Messine[10].
- Natività di Cristo, église Santa Barbara, Messine[9].